# Héctor Serrano Cortés
Héctor Serrano Cortés (Ciudad de México, 22 de abril de 1962) es un político mexicano, exmiembro del Partido de la Revolución Democrática. Fue designado cómo  Secretario de Gobierno del Distrito Federal desde el 28 de marzo de 2012 cuando el entonces Jefe de Gobierno del Distrito Federal, Marcelo Ebrard, lo nombró en sustitución de José Ángel Ávila Pérez.
En diciembre de 2012 fue ratificado en el cargo por el nuevo Jefe de Gobierno, Miguel Ángel Mancera.
Serrano Cortés fue Subsecretario de Programas Delegacionales y Reordenamiento de la Vía Pública, entre 2008 y 2011, antes de asumir su actual encargo como Secretario de Movilidad de la Ciudad de México
También fungió como Jefe Delegacional en Venustiano Carranza entre 2001 y 2003, Oficial Mayor de la Cámara de Diputados y de la Asamblea de Representantes.

## Renuncia a su militancia
El 18 de noviembre del 2018 anuncia su renuncia a la militancia del PRD para dar entrada a nuevos jóvenes, y que sumen al liderazgo para la reconstrucción del partido.